# インド洋

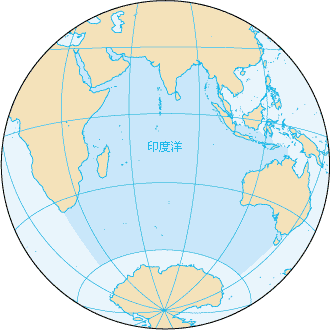
インド洋

インド洋（印度洋、インドよう、英: Indian Ocean、羅: Oceanus Indicus オーケアヌス・インディクス）は、太平洋、大西洋と並ぶ三大洋の一つである。三大洋中最も小さい。面積は約7355万平方キロメートル (km2) である。地球表面の水の約20パーセントが含まれる。インド洋の推定水量は2億9213万1000立方キロメートルである。

## 地理
北はインド、パキスタン、バングラデシュ、ミャンマー、スリランカから、西はアラビア半島およびアフリカに接し、紅海とつながる。東はマレー半島、スマトラ島、ジャワ島の線、およびオーストラリア西岸および南岸、南は遠く南極海に囲まれた海洋である。大西洋との境界はアガラス岬から延びる東経20度線、太平洋との境界は東経146度55分線である。インド洋で最も北の場所はペルシャ湾にあり、およそ北緯30度である。
インド洋上にはほかマダガスカル島、コモロ諸島、マスカリン諸島、セーシェル諸島、チャゴス諸島、ソコトラ島、モルジブ諸島、セイロン島、アンダマン・ニコバル諸島、ココス諸島、クリスマス島などがある（Category:インド洋の島参照）。
深さは平均3,890メートル。最深部はディアマンティナ断裂帯のディアマンティナ海淵で水深8,047 mである。
主なチョークポイントは、バブ・エル・マンデブ海峡、ホルムズ海峡、マラッカ海峡、スエズ運河の南側入り口、ロンボク海峡。インド洋にはアンダマン海、アラビア海、ベンガル湾、グレートオーストラリア湾、アデン湾、オマーン湾、ラッカディブ海、モザンビーク海峡、ペルシャ湾、紅海を含む。
大西洋のハリケーン、太平洋の台風に対し、インド洋で発生する熱帯低気圧はサイクロンと呼ばれる。サイクロンが多く発生するのはベンガル湾付近であり、4月から5月と10月から11月に多く発生する。サイクロンが北上してバングラデシュやインドを襲った場合、多くの死傷者が出ることがある。なかでもバングラデシュはほぼ全域がガンジス川のデルタの上にできた国であり、標高が低く無数の河川が網の目のように走っているため、サイクロンによる高潮、洪水、強風、および高潮による塩害はしばしば大被害をもたらす。

## 地質
インド洋の海底には、ほぼ東西に走る南西インド洋海嶺と南東インド洋海嶺、南北に走る中央インド洋海嶺の3つの海嶺が存在する。これらの海嶺はモーリシャス領であるロドリゲス島の沖にあるロドリゲス三重点にてつながっている。南西インド洋海嶺の北はアフリカプレート、南は南極プレートであり、南極プレートは南東インド洋海嶺の南にも続いている。南東インド洋海嶺の北はオーストラリアプレートである。中央インド洋海嶺の西はアフリカプレート、東はオーストラリアプレートならびにインドプレートとなっている。オーストラリアプレートとインドプレートは同一のプレートでインド・オーストラリアプレートと称されるが、このプレートは2つに分裂しつつあるとされ、2012年4月のスマトラ島沖地震はこのプレートの分裂過程において引き起こされたとの研究もある。上記の3海嶺は新しい地殻の生み出される場所であり、これらの働きによってインド洋は徐々に拡大する傾向にある。また、東経90度海嶺は南北に直線状に発達する特徴的な海底地形で、白亜紀からのインド亜大陸北上が形成したと考えられる。
他の海洋と同じように、インド洋においても流入河川からのシルトが陸地沿岸で大量に堆積している。最もシルト流入量が大きいのはガンジス川であり、年に32億トンものシルトが流入する。これは世界の全河川の中で最大で、ベンガル湾には厚い陸源堆積層がある。

## 海流
太平洋や大西洋と同じく、インド洋にも環流・南赤道海流・赤道反流・北赤道海流といった3海域共通の海流は存在する。太平洋や大西洋との違いは、インド洋には北半球に属する部分が非常に小さいため、環流が南半球のインド洋亜熱帯循環ひとつしかないことである。このインド洋亜熱帯循環は、オーストラリア沿岸から赤道の南をアフリカ東岸やマダガスカル近くまで流れる暖流の南赤道海流、アフリカ東岸やマダガスカルから南下しアフリカ大陸南端近くのアガラス岬付近まで流れる暖流のアガラス海流、アフリカ南端から南極環流の北縁を西に流れオーストラリア西部に達する寒流の南インド洋海流、そしてオーストラリア西岸を北上する寒流の西オーストラリア海流からなる。南半球の環流であるので、コリオリの力に伴いこの環流は反時計回りとなっている。
もう一つのインド洋の海流の特徴は、季節風が非常に強いために季節によって海流の流れが異なる地域があることである。インド洋の北部海域がそれに当たり、夏は南西から北東に、冬は北東から南西に風が吹くのにともなって、海流もその方向に流れる。このため、冬季には東から西に流れる北赤道海流が存在するのに対し、夏季にはその海流が消滅してしまう。そのかわり、夏季には南西から北東に季節風海流が流れる。

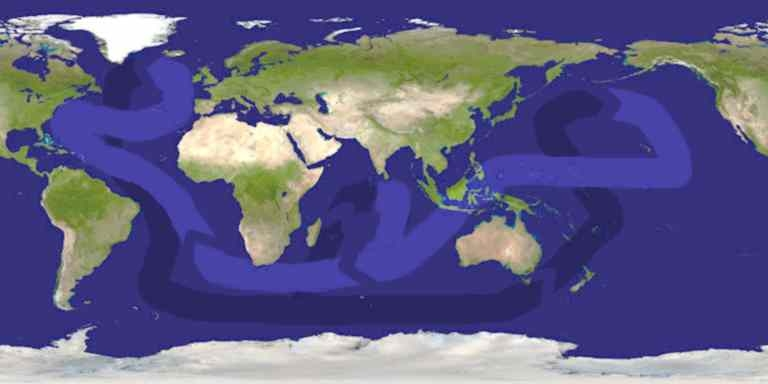
海洋大循環の図。濃い青が深層水、明るい青が表層水である。

こういった表層の海流のほかに、深層で起こる熱塩循環と表層で起こる風成循環のあわさった、いわゆる海洋大循環もインド洋を通過している。北大西洋で沈み込んだ北大西洋深層水は大西洋を南下してインド洋へと入り、インド洋南部から南極海を西から東へと流れる。このうち一部は北上して海面に浮上し、温められて表層水となる。深層水の主流は太平洋で浮上して表層水となり、今度は東から西へと流れ、そのままインド洋を通過して大西洋へと入り、北大西洋で冷やされてまた沈み込む。
インド洋にはガンジス川をはじめ、エーヤワディー川、ナルマダ川、インダス川、チグリス川とユーフラテス川をあわせたシャットゥルアラブ川、ジュバ川、ザンベジ川、リンポポ川などの多くの河川が流れ込む。なかでももっとも水量および土砂の量が多いのはガンジス川であり、このためにガンジス川の流れこむベンガル湾北部の塩分濃度は3.1%とかなり低いものになっている。逆にシャットゥルアラブ川以外に大きな河川の流れ込まないペルシャ湾の塩分濃度は3.65%とやや高く、ほとんど流入河川が存在しないうえに高温乾燥地帯にあり、さらに非常に狭く浅いバブ・エル・マンデブ海峡でしか外海との接点のない紅海の塩分濃度は4.06％と非常に高くなっている。この高い塩分濃度のため、紅海から流れ出た海水はインド洋本体部に入ってもほかの海水とは容易にはまじりあわず、比重が重いために3000m付近にまで沈み込み、紅海中層水という水塊を形成する。
インド洋から西太平洋の低緯度海域は、共通の生物が多く生息しており、生物学的にはある程度の共通性を持つ海域となっている。そのため、この海域を指す「インド太平洋」という言葉が海洋学や海洋生物学などの自然科学分野でしばしば用いられる。

## 名称
「インド洋」の名はインドに由来する。
明代末の中国では1602年にイエズス会士マテオ・リッチが世界地図『坤輿万国全図』を作成した。この地図は世界の地理名称をすべて漢語に翻訳したものでインドの西海岸には「小西洋」という記述がある。マテオ・リッチの世界地図『坤輿万国全図』は日本にも伝来し、1698年頃に書かれた渋川春海の『世界図』ではインド洋には「小西洋」と記されている。一方、1708年の稲垣光朗『世界万国地球図』にはインド洋に「小東洋」と記されている。
1869年の福沢諭吉『世界国尽』ではインド洋は「インド海」と記されている。

## 経済活動
インド洋はスエズ運河によって地中海と通じてヨーロッパと、マラッカ海峡から太平洋を通じて東アジアやアメリカ大陸とつながっているため、東西両洋を結ぶ主要な交易路となっている。単に東アジアとヨーロッパ間の交易路としても非常に重要性が高いうえ、インド洋沿岸のペルシャ湾やインドネシアからの石油および石油製品の運送路としても重要なうえ、近年の東南アジアやインドといった沿海地域の経済発展によってインド洋航路の重要性は増している。1967年には第三次中東戦争によってスエズ運河が封鎖されたが、スエズ運河経由の東西交易は喜望峰回りでインド洋中央部を通過するようになり、インド洋の重要性は変化しなかった。1975年にスエズ運河が再開されると、航路は再びインド洋北部を通過するものに戻った。
またサウジアラビア、イラン、インド、西オーストラリア沿岸部には豊富な石油・天然ガスの埋蔵が確認されている。世界の海上石油生産の約40%はインド洋で行われている。
インド洋沿海諸都市・諸港のうち特に大きなものは、ミャンマーのヤンゴン、バングラデシュのチッタゴン、インドのムンバイやチェンナイ、コルカタ、スリランカのコロンボ、パキスタンのカラチ、アラブ首長国連邦のドバイやアブダビ、オマーンのマスカット、イエメンのアデン、ジブチのジブチ市、ソマリアのモガディシュ、ケニアのモンバサ、タンザニアのダルエスサラームやザンジバルシティ、モザンビークのマプト、南アフリカ共和国のダーバンやイーストロンドン、ポートエリザベス、モーリシャスのポートルイス、そしてオーストラリアのパースの外港であるフリーマントルなどがある。マラッカ海峡の東端に位置するシンガポールは、太平洋とインド洋とを結ぶ結節点として重要な港湾都市である。また、縁海である紅海の北端にはスエズの街があるが、ここはスエズ運河の南端に位置し、運河の入り口となる要衝である。

## 歴史

### 地質時代
ゴンドワナ大陸が分裂し始めた2億年前にテチス海が存在した。インド亜大陸がアフリカから分裂、北上し、ユーラシア大陸に衝突し、ヒマラヤ山脈を形成したプレート運動で、インド洋が形成され始め、海嶺が形成されると共に海底が拡大し、アフリカ、アラビア、インド、オーストラリアなどのプレートが現在の形になっていった。

### モンスーンの海
インド洋北部は、モンスーン（季節風）の影響が強く、夏は南西から北東に、冬は北東から南西に風が吹く。海流も季節風の影響を強く受けて、夏は時計回りに、冬は反時計回りに海流が生まれる。この時期によって一定の方向へ向かう風と海流は帆船の航行に向いており、これを利用してインド洋では古くから交易が行われてきた。
まず最初にインド洋で貿易が始まったのは、メソポタミア文明とインダス文明の間においてだった。ウルなどメソポタミア文明の諸都市からは、船によって運ばれたハラッパー製の人工物が発掘されている。紀元前6世紀にはアケメネス朝ペルシアのダレイオス1世によってアラビア半島からインダス川の探検が行われ、さらにアケメネス朝を征服したアレクサンドロス大王もインダス川からユーフラテス川までのインド洋をネアルコスに航海させている。こうした探検の結果、インド洋交易は盛んになっていった。
このころまではインド洋交易は大陸沿岸に沿って進むものであったが、紀元前120年から紀元前110年の間に、キュジコスのオイドクサスという航海者が紅海から大陸沿岸を経由せず直接インドへと向かう航路を開発し、以後この沖乗り航路が有力な航路となっていく。紀元1、2世紀ごろに書かれた『周遊記』によれば、ギリシアの商人ヒッパルスがインド洋の季節風を利用し、アラビアからインドへ沖合を航海したことから、南西風をヒッパルスの風と呼んでいたとされる。
そして、紀元後40年から70年ごろに『エリュトゥラー海案内記』が書かれる。この本には当時ローマ帝国領であったエジプトの紅海沿岸からアラビア半島、インド西海岸にいたる紅海ルートと貿易港が記載され、当時季節風を利用したローマ帝国と南インドのサータヴァーハナ朝などの諸王朝との交易の実態を示している。他にもアラビアのモカ（イエメン）の港から、多数の船が東アフリカに向かっていたこと、インド、マレー半島、中国の記述がある。
インドからマレー半島へと向かうベンガル湾の航路、およびそこから中国へと向かう航路もほどなくして確立され、ここに「海のシルクロード」と呼ばれる東西通商路が完成した。166年には大秦国王安敦（ローマ皇帝アントニヌス・ピウス、またはマルクス・アウレリウス・アントニヌスに比定される）からの使者と称するものが後漢王朝最南端の地である日南郡（現在のベトナム・フエ周辺）に到着したとの記述が後漢書にあり、この時までにはインド洋の横断交易ルートは確立していたことがうかがえる。5世紀初頭には法顕が、セイロン島からの帰路に海路を取り、ベンガル湾から広東へとたどりついた。671年には義浄が広東からシュリーヴィジャヤを通り、インドのナーランダ僧院で仏典を学んだ後シュリーヴィジャヤ経由で帰国し、『南海寄帰内法伝』や『大唐西域求法高僧伝』を著した。また、この航路によりインドから東南アジアにヒンドゥー教や仏教が伝わり、東南アジア沿海各地にインド化した港市国家が成立するようになったた。

### マレー系のマダガスカル移住
一方、1世紀ごろからは、インドネシア中部のボルネオ島のマレー系の人々がインド洋中南部を突っ切り、インド洋西端のマダガスカル島への移民が行われるようになった。沿岸諸地域にマレー系民族の上陸した痕跡がないため、ボルネオの人々はジャワ島やスマトラ島で補給を行った後、南東貿易風に乗って一気にインド洋を直航したと考えられている。この移住は数百年間続き、マダガスカル全島はほぼマレー系によって支配された。のちにインド洋交易によってやってきたアラブ人や対岸のモザンビーク付近から移住したバントゥー系諸民族がマダガスカルにやってきたものの、マダガスカルの基層文化はこのマレー人移住によって形成され、現在でも言語・文化・民族など多くの面でインドネシアやマレーシアといったマレー系民族の国家と多くの共通点を持っている。

### 海の道

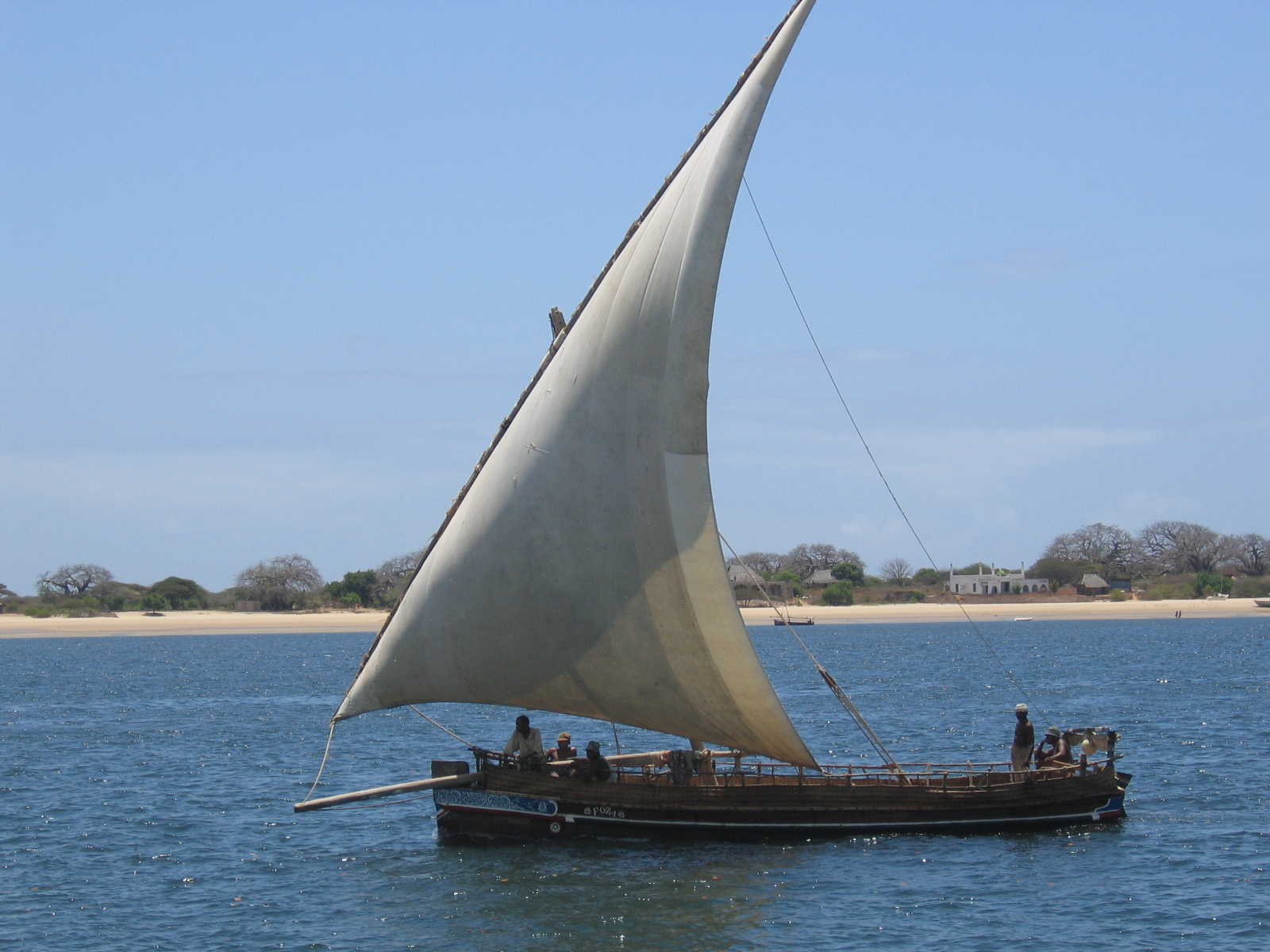
ラム (ケニア)近くのダウ船

アッバース朝以降には、ダウ船と呼ばれた木製の帆船により、インドの香辛料だけではなく中国の絹や陶磁器が西へ運ばれた。西の東アフリカからは象牙・犀の角・鼈甲が、北はヨーロッパやオリエントからガラス製品・葡萄酒が交易されていた。内陸部の交易路シルクロードに対して、海上交易路を海の道、あるいは海のシルクロードと呼んでいる。インド洋はその海の道の主要部を成していた。
アッバース朝はバグダードを首都としたので、首都に近いペルシア湾を中心に交易が発達した。しかし、アッバース朝の衰退・滅亡や、エジプトのファーティマ朝やマムルーク朝の繁栄にともない、紅海を中心に帆船が行き来するようになった。これらのイスラム諸王朝を起点として多くのアラブ人商人がインド洋交易を担うようになり、10世紀以降徐々にアフリカの東海岸においてイスラム教が勢力を拡大していき、15世紀ごろまでには東アフリカの諸都市はほぼイスラム化した。このイスラム化を基に、沿岸諸都市にはスワヒリと呼ばれるイスラムの影響の強いバントゥー系文化が成立しはじめた。アフリカのインド洋交易の南端はザンベジ川河口にほど近いソファラであり、それ以南においては海上交易ルートは到達していなかった。
一方インド洋東部においては、7世紀ごろにスマトラ島に成立したシュリーヴィジャヤ王国がマラッカ海峡を押さえ、中国とインドの間の交易を押さえて繁栄した。しかしシュリーヴィジャヤ王国は、インド南部に本拠を置くチョーラ朝と対立するようになり、1025年にはチョーラ朝のラージェーンドラ1世が海軍を遠征させてシュリーヴィジャヤを占領し、以後インド洋東部の制海権はチョーラ朝が握ることとなった。チョーラ朝は強力な海軍を持っており、ベンガル湾やモルディブ諸島にまで影響力を拡大させていた。チョーラ朝は13世紀に滅亡するが、以後もパーンディヤ朝やヴィジャヤナガル王国など南インドに勢力を持った諸王朝は積極的にインド洋交易をおこなった。13世紀末以降、インドネシアやマレーシアにはイスラム教が伝わるようになり、やがて仏教やヒンドゥー教に代わってこの地域の支配的な宗教となっていった。
13世紀にはモンゴル帝国がユーラシア大陸中央部をほぼ制圧するが、これによってユーラシア全域の交流が盛んになり、インド洋交易もさらに隆盛に向かった。モンゴル帝国自体も海路をよく使用し、マルコ・ポーロも元王朝の使者に随伴して中国から海路インドを経由しイランのイル・ハン国へ向かい、ここからヴェネツィアへと帰還している。1331年以降、イブン・バットゥータも東アフリカ沿岸やモルディブ諸島、インド、中国など各地を歴訪し、「三大陸周遊記」に多くの記述が残されている。
中国明朝の永楽帝は、朝貢貿易の再開を目的に1405年以降、7回にわたって鄭和に数十隻の艦隊を与え、東南アジアからインド洋に派遣した。鄭和の艦隊は第3回航海まではインドのカリカット（コーリコード）までしか来なかったが、第4回以降はアラビア半島まで航海し、別働隊は東アフリカまで来航した。この航海によって中国とインド洋沿岸諸国との交流は一時増大したが、鄭和没後は明の対外進出は縮小し、このような大艦隊を派遣することはなくなった。

### ポルトガル艦隊の登場

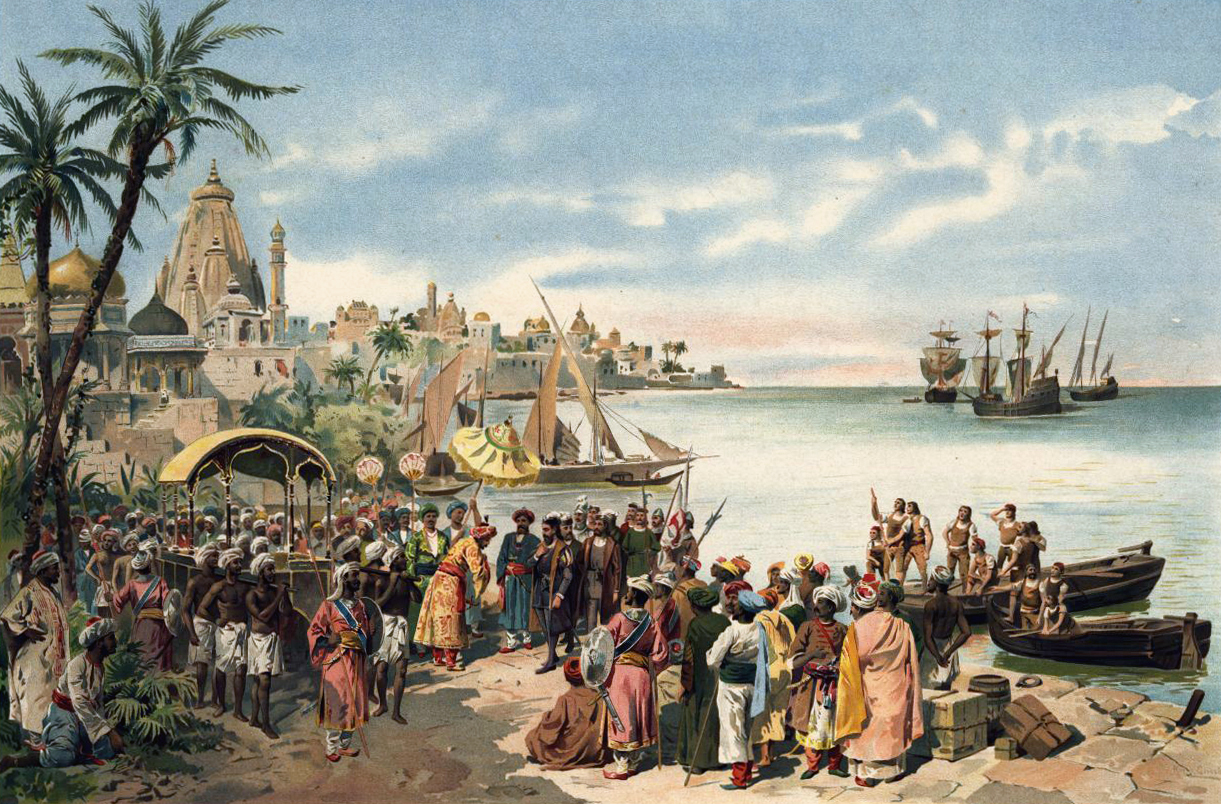
カリカットに到着したヴァスコ・ダ・ガマ一行

1497年7月8日、ヴァスコ・ダ・ガマはポルトガルのリスボンを出発した。ガマの艦隊は喜望峰を回り、1498年4月13日にマリンディに到着した。マリンディで雇った水先案内人に導かれ、5月20日にカリカットに到着した。この航海により喜望峰回り航路を確立したポルトガルは、以後積極的に艦隊をインドへと送り、急速にインド洋での地歩を確立していった。それまでインド洋交易を握っていたイスラム諸国はこれに危機感を抱き、ペルシア湾を支配するオスマン帝国やインド洋交易西端の要衝エジプトを支配するマムルーク朝、それにインドのグジャラート・スルタン国が連合艦隊を組織したものの、1509年のディーウ沖海戦でこの連合艦隊はポルトガルに敗れ、ポルトガルはインド洋の制海権を確立した。以降ポルトガルは積極的にインド洋沿いの要衝の攻略を進め、ゴア（インド）、マラッカ（マレーシア）、モンバサ（ケニア）、ホルムズ（イラン）などを支配下に置き、インド洋交易を支配した。このポルトガル支配はアラブ人商人の影響力を一時的に減退させ、東アフリカにおいてはそれまで交易用言語として使用されていたアラビア語に代わり、ザンジバル周辺で成立していたスワヒリ語が使用されるようになり、やがて東アフリカ全体の交易用言語となっていった。しかし、ポルトガルは16世紀を通じてインド洋交易で優位を保ったものの、完全に統制下に置くことまではできなかった。ポルトガル本国の人口が少なく、広大なインド洋諸海域の隅々にまで目を光らせることができなかったうえ、1513年に要衝アデンを攻略することに失敗したため、紅海を通じてのエジプト・オスマン帝国への交易ルートを掌握することに失敗したためである。このルートを通じて地中海に到達する従来の交易ルートは1530年ごろには復活し、以後は喜望峰ルートと紅海ルートの2ルートが併存する形となった。一方、東南アジアの交易はこの時代を通じて活況を呈しており、主力商品となったコショウをはじめとする各種香辛料がインド洋交易によってさかんに西方世界へと運ばれていった。
日本人のインド洋航海で氏名がはっきりしている最初のものは、1582年にキリシタン大名大友宗麟・有馬晴信・大村純忠らが派遣した天正遣欧使節である。伊東マンショ・千々石ミゲルら4人の使節団は、インド洋を横断し、1585年にローマに着いた。なお、これより早く1549年にスペイン人宣教師フランシスコ・ザビエルが日本人ヤジロウを伴い、インドのゴアを出発し日本へ向かった。

### オランダの時代
1580年にポルトガルがいったんスペインに併合され、さらに1600年にイギリスがイギリス東インド会社を、1602年にオランダがオランダ東インド会社を設立してインド洋への進出を本格化させると、ポルトガルのインド洋への影響力は衰退していった。ポルトガルに代わってインド洋交易を支配したのはオランダで、1617年に建設されたバタヴィア（現ジャカルタ）を拠点として勢力を拡大していった。1640年にポルトガルは再独立するものの衰運は挽回できず、1641年にはマラッカを押さえ、17世紀のほぼ1世紀にわたってオランダの時代が続いた。この時期はオランダ、イギリスのほか、ややおくれてデンマークが1612年に設立したデンマーク東インド会社や、フランスが実質的には1664年に設立したフランス東インド会社など、複数のヨーロッパ諸国の東インド会社がインド洋貿易に進出した。

### オマーンによる覇権

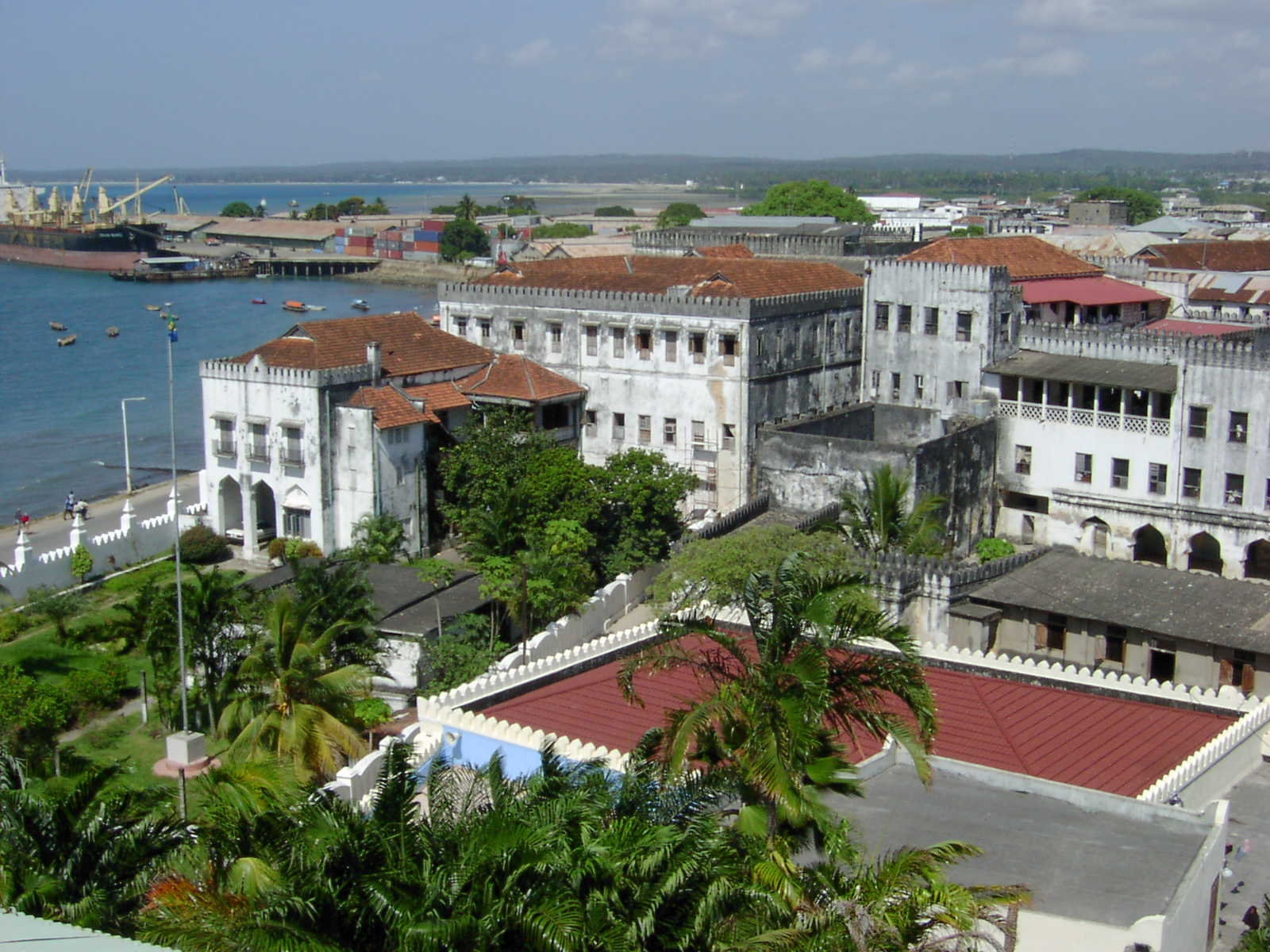
ザンジバルにあるスルタンの宮殿

17世紀初頭にはオマーンにヤアーリバ朝が成立し、1650年にはオマーンの出入口にあたる良港マスカット（マスカト）をポルトガルから奪還した。その後、オマーンはマスカットを拠点としてインド洋交易に乗り出し、ポルトガルと激しく争うようになった。特にオマーンが目標としたのは東アフリカの交易諸都市であり、各都市では両国の戦闘がしばしばおこるようになった。
1698年にポルトガルの支配拠点であったモンバサの要塞フォート・ジーザスがオマーンの攻撃により陥落し（ジェズス要塞包囲戦）、オマーン帝国によるアラビアから東アフリカまでの交易支配権が確立するかに見えた。しかし、1720年代にオマーンで内戦が始まり、その勢力は一時弱まった。モンバサをはじめとするスワヒリ諸港はオマーン貴族のもと独立していったが、ザンジバルのみはオマーン本国の元にとどまった。
やがてブーサイード族のアフマド・ブン・サイードがオマーンの支配権を確立し、ブーサイード朝を創設した。ブーサイード朝の第5代スルタンであるサイイド・サイードの時代に、オマーンは東アフリカに再び進出を開始する。1828年には親征を行って東アフリカ諸港を屈服させ、1830年代には東アフリカの覇権を確立した。1833年にサイードはザンジバル諸島（タンザニア）に王宮を建設して居を移し、ザンジバルシティがオマーンの首都となった。しかし1856年にはサイードの死によって国はマスカット・オマーン・スルターン国とザンジバル・スルターン国に分割され、さらに帆船の時代から蒸気船の時代へ移ると共にイギリスの勢力が強くなり、オマーン・ザンジバル両国ともに船団を失うとともにイギリスの保護国となっていった。

### イギリスの支配
18世紀に入ると、オランダの国力衰退に乗じてイギリスがこの地域での勢力を拡大していく。1700年にイギリスはインドから現在のカルカッタ（コルカタ）の元となる地域を得て、しばしばインドの政治に介入した。一方、1661年にポルトガルからイギリスに割譲されたボンベイには、イギリス東インド会社海軍の根拠地が置かれ、この海軍がイギリスの勢力増大とともに強力なものとなっていく。1757年プラッシーの戦い以後イギリスは段階的にインドの支配を強めていき、またインドへのルートを確保するため、1814年にはイギリスはケープ植民地を獲得する。19世紀に入るとイギリス東インド会社はインド洋地域における貿易独占権を喪失し、P&O社などによる汽船航路網が整備されていったが、この汽船航路においてもイギリスは圧倒的な強さを誇っていた。1869年11月17日にスエズ運河が開通したことにより、イギリスのインド洋での覇権はさらに強まった。スエズ運河の開通はヨーロッパとアジアの距離を半分近くにまで縮めたため、インドやマレー半島などインド洋沿岸地域の貿易が活発化した。しかし、第二次世界大戦後、イギリスはインドを始めとする植民地を失い、1968年には3年後のスエズ以東からの撤退を表明してイギリスはインド洋における覇権を失った。

### 現代

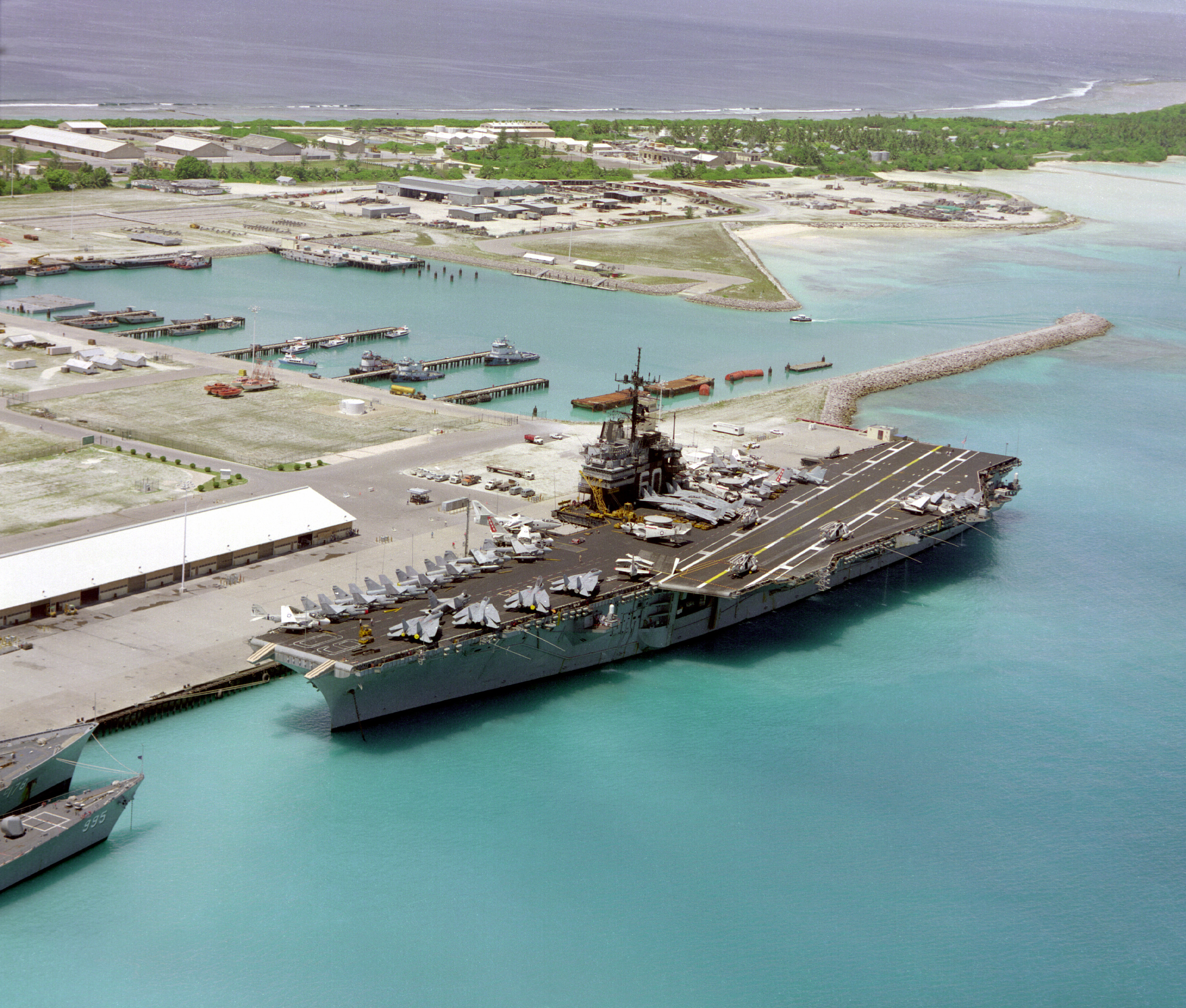
ディエゴガルシア島に停泊するサラトガ (CV-60)。1985年12月

イギリスに代わってこの地域の覇権を握ったのはアメリカ合衆国であり、ソヴィエト連邦との冷戦に備えるべくディエゴガルシア島などの各地に基地を置いた。1990年代以降、ソマリア政府の崩壊とそれに続くソマリア内戦によって地域の秩序が崩壊し、ソマリア沖を中心とするインド洋北東部においてソマリア沖の海賊が猛威を振るうようになった。これに対処するため、2008年以降世界各国が共同してこの海域に艦船を派遣し、海賊の取り締まりを行っている。

## 国際関係
インド洋沿岸諸国は、地域内での貿易と投資の活性化を目指して1995年に環インド洋地域協力連合を設立した。この組織は2013年に環インド洋連合へと改称された。インド洋南西部にある島嶼国と地域は、1979年以降数年おき（2003年以降は4年おき）にインド洋諸島ゲームズと呼ばれる総合スポーツ大会を開催している。2011年には、この大会にはマダガスカル、レユニオン、モーリシャス、セーシェル、コモロ、マヨット、モルディブの7か国が参加した。

## インド洋大地震

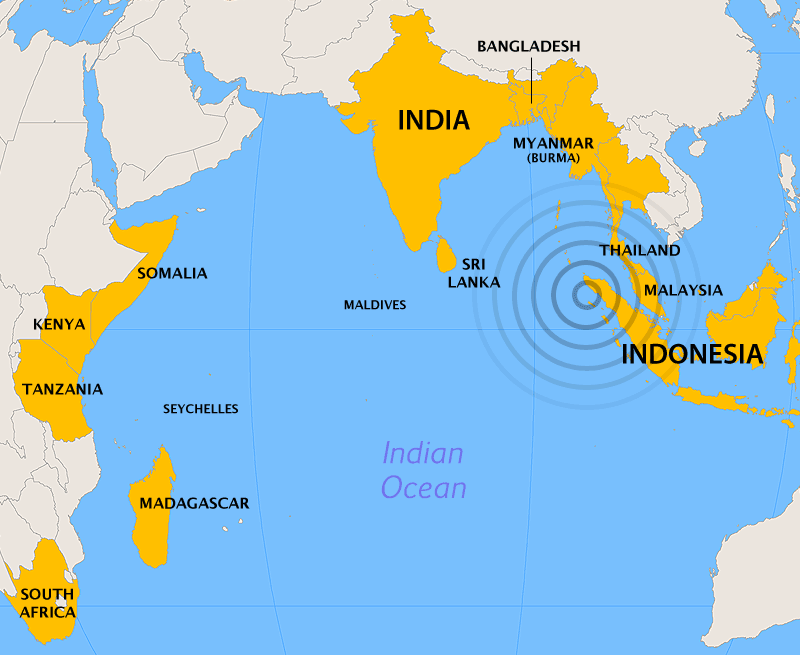
被害を受けたインド洋沿岸14カ国

2004年12月26日、スマトラ島北西沖のインド洋でマグニチュード 9.3 の地震が発生した。これにより起こった津波はインド洋沿岸各国で甚大な被害を出した。死者は翌2005年1月19日までに合計で226,566人、また被災者は500万人に達している。これほど被害が大きくなった原因は
- 太平洋には整備されている津波警報国際ネットワークが、インド洋にはなかったこと
- マングローブが減っていたこと
- 津波に対する経験と知識が不足していたこと

などが挙げられる。

## ダイポールモード
太平洋で発生するエルニーニョに似た大気海洋相互作用現象で、発生海域名称を冠しインド洋ダイポールモード現象（IOD)とも呼ばれる。アフリカとインドネシアの気候に大きな影響を与えている。

## インド洋に接する国々
インド洋に接する国々は、南アフリカ共和国よりおおむね時計回りに次のとおりである。

### アフリカ
- 南アフリカ共和国
- モザンビーク
- マダガスカル
- フランス領南方・南極地域 (フランス領)
- レユニオン(フランス領)
- モーリシャス
- イギリス領インド洋地域 (イギリス領)
- マヨット (フランス領)
- コモロ
- タンザニア
- セーシェル
- ケニア
- ソマリア
- ジブチ
- エリトリア
- スーダン
- エジプト

### アジア
- イスラエル
- ヨルダン
- サウジアラビア
- イエメン
- オマーン
- アラブ首長国連邦
- カタール
- バーレーン
- クウェート
- イラク
- イラン
- パキスタン
- インド
- モルディブ
- スリランカ
- バングラデシュ
- ミャンマー
- タイ
- マレーシア
- シンガポール
- インドネシア
- クリスマス島 (オーストラリア領)
- ココス諸島 (オーストラリア領)
- 東ティモール

### オセアニア
- アシュモア・カルティエ諸島 (オーストラリア領)
- オーストラリア

### インド洋南部
- ハード島とマクドナルド諸島 (オーストラリア領)
- フランス領南方・南極地域 (フランス領)